# Рузаев овраг
Руза́ев овраг — малая река в районе Ясенево Юго-Западного административного округа Москвы, левый приток Битцы. Частично заключена в подземный коллектор, речное русло трансформировано, местами засыпано и застроено. В 2017 году постановлением Правительства Москвы от 5 декабря 2017 года № 961-ПП Рузаев овраг с прудом, общей площадью 0,88 га, включили в состав природного комплекса ЮЗАО Москвы. Название антропонимическое.
Длина реки составляет 1,2 километра, постоянное течение устанавливается в низовье. Исток расположен возле усадьбы Ясенево у Ясеневского пруда. Водоток в коллекторе проходит на юг через Голубинскую улицу и Рузаев пруд, к западу от улицы Инессы Арманд. Далее река пересекает проезд Карамзина и МКАД, после чего впадает в северную часть Верхнего Знаменского пруда на реке Битце, образуя залив.